# Sascha Benecken
Sascha Benecken (* 14. Februar 1990 in Suhl) ist ein ehemaliger deutscher Rennrodler, der auch als Musiker tätig ist. Mit seinem Doppelpartner Toni Eggert wurde er  elf Mal Weltmeister, gewann sechsmal den Gesamtweltcup sowie Bronze und Silber bei den Olympischen Spielen. 2023 beendete er seine aktive Karriere.

## Herkunft und Kindheit
Sowohl sein Vater als auch dessen Bruder waren bereits Mitglieder der Junioren-Nationalmannschaft in der Nordischen Kombination der DDR. Dadurch nahm er bereits im Kindergarten an einer Spiel- und Sportgruppe teil, von der er dann zum Handball und 1999 nach einer Sichtung im Sportunterricht zum Rennrodeln wechselte.

## Schule und Ausbildung
Im Februar 2003 wechselte Sascha Benecken an das Sportgymnasium Oberhof und in das dortige Internat. Im Juni 2009 legte er das Abitur ab und bewarb sich erfolgreich bei der Bundespolizei, wo er in der Bundespolizeisportschule in Bad Endorf bis Oktober 2013 die Ausbildung im mittleren Polizeivollzugsdienst zum Polizeimeister absolvierte.

## Leistungssportliche Karriere

### Anfänge
Benecken ist seit 1999 Mitglied des Rodelteams Suhl. Seit seiner Kindheit durchlief er den Weg von der allgemeinen Sportgruppe über die Fördergruppe des Vereines. Damals wurde dreimal wöchentlich nach der Schule kindgerecht Athletik trainiert und zusätzlich ganzjährig gerodelt.
Benecken wurde 2003 als Doppelhintermann (Gutberlet/Benecken) an das Sportgymnasium delegiert und verließ damit die Heimtrainer Theisinger, Gräfner und Lösch, um weiter am Sportgymnasium zu trainieren. In den darauffolgenden Jahren wurde er durch die Trainer Lehmann, Münchmeyer, Frielinghaus und den Junioren-Nationalmannschaftstrainer Witter ausgebildet. Während seiner Jugendzeit fuhr Benecken zunächst sowohl im Einzel als auch im Doppel.

### Juniorenzeit
Im Herbst 2005 qualifizierte Benecken sich im Einzel für drei Jugend-A-Weltcups, welche er alle gewinnen konnte. Von da an startete er nur noch im Einzel. Er qualifizierte sich 2006, obwohl auch noch für die Jugend A startberechtigt, für den Junioren-Weltcup und schaffte mit seinem ersten Junioren-Weltcupsieg am 13. Januar 2007 den Sprung zu den Juniorenweltmeisterschaften, wo er auf der Olympiabahn in Cesana Platz sechs belegen konnte.
Benecken wurde Bestandteil der Junioren-Nationalmannschaft und gewann 2008 den Junioren-Gesamtweltcup und erkämpfte erneut den 6. Platz bei der Junioren-WM in Lake Placid. 2009 wurde er sowohl Junioren-Vizeweltmeister, als auch Gesamtweltcup-Zweiter. Am 31. Januar 2010 gewann er in Innsbruck-Igls bei seiner vierten und letzten Juniorenweltmeisterschaften Bronze und empfahl sich somit als B-Kaderqualifikant für die deutsche Rennrodelnationalmannschaft.

### Weiterer Werdegang
Das deutsche Trainerteam um Norbert Loch entschied gemeinsam mit Toni Eggert und Sascha Benecken, dass die beiden ab der Saison 2010/11 als Doppel starten. Bei ihrem ersten gemeinsamen Einsatz im Weltcup belegte das Duo am 27. November 2010 den sechsten Platz. Bei ihrem Heimweltcup in Oberhof erreichten sie das erste Mal einen Podestplatz im Weltcup. Im Gesamtweltcup 2010/11 belegten sie am Ende den 4. Platz. Bei ihrem WM-Einstand 2011 konnten sie auf Rang 10 fahren.
In der Saison 2011/12 begannen Eggert und Benecken im Weltcup in Innsbruck mit dem 5. Platz, belegten Platz vier in Whistler und Platz drei in Calgary. Nach dem Jahreswechsel starteten sie mit Platz drei in Königssee und konnten dann in Oberhof ihren ersten Weltcupsieg erringen. In den weiteren Rennen wurden sie zum Beispiel in St. Moritz Zweite hinter Linger/Linger. Insgesamt konnten sie sich 2011/12 Bronze im Gesamtweltcup sichern.
Bei den Heimweltmeisterschaften im erzgebirgischen Altenberg wurden die beiden Vizeweltmeister hinter Linger/Linger und in der Team-Staffel gemeinsam mit Felix Loch und Tatjana Hüfner Weltmeister. Dafür wurde er mit seinem Teamkameraden Toni Eggert mit dem Silbernen Lorbeerblatt ausgezeichnet.
Auf der Heimbahn in Oberhof gewannen Eggert/Benecken bei der Europameisterschaft 2013 die Titel im Doppel und im Team. Bei den Weltmeisterschaften 2013 in Whistler lagen Wendl/Arlt vor ihnen.
In der Saison 2013/14 haben sie an acht von neun Weltcuprennen teilgenommen und gewannen zwei davon, waren viermal Zweite und einmal Dritte. Beim Weltcup in Winterberg stürzten sie auf Platz zwei liegend kurz vor dem Ziel. Saisonhöhepunkt waren die Olympischen Winterspiele 2014 in Sotschi, bei denen sie mit Platz acht Olympisches Diplom erreicht haben.
2014/15 gewann das Duo mit je vier ersten und zweiten Plätzen erstmals die Gesamtwertung des Weltcups. Bei den Weltmeisterschaften und bei den Europameisterschaften verfehlten Eggert/Benecken mit den Rängen vier und sieben dagegen die Medaillenränge.
In den Wintern 2016/17, 2017/18, 2018/19 und 2019/20 gewannen sie weitere Male die Gesamt-Weltcupwertung.
Nach zehn Siegen in den Weltcuprennen startete er mit Toni Eggert bei den Olympischen Spielen 2018 in Pyeongchang als Favorit, musste sich dort aber hinter den Teamkollegen Wendl/Arlt und den Österreichern Penz/Fischler mit der Bronzemedaille begnügen.
In der Saison 2018/19 stürzten Eggert/Benecken in der Vorbereitung in Oberhof schwer, wobei Eggert einen offenen Wadenbeinbruch erlitt. Hierauf folgte sofort eine OP und bereits sieben Tage später eine vierwöchige Reha. Eggert kämpfte sich zurück und die beiden traten pünktlich zum Weltcupauftakt, sechs Wochen nach dem Unfall, wieder in Erscheinung. Neben dem Gesamtweltcup, konnten sie auch die Weltmeisterschaften 2019 im olympischen Rennen sowie im Sprint gewinnen. In der Teamstaffel gewannen sie, mit Natalie Geisenberger und Felix Loch, Bronze.
Auch 2019/20 gewannen die beiden den Gesamtweltcup. Bei den Weltmeisterschaften 2020 auf der russischen Olympiabahn von Sotschi holten Eggert/Benecken Gold im olympischen Rennen sowie in der Teamstaffel mit Julia Taubitz und Johannes Ludwig.
2020/21 wurden Eggert/Benecken Dritte im Gesamtweltcup. Bei den coronabedingt nach Berchtesgaden/Königssee verlegten Weltmeisterschaften 2021 gewannen die beiden nach Wetterumschwung Bronze im Sprint, tags darauf Gold im Hauptrennen. Im Teamstaffelwettbewerb mit Julia Taubitz und Felix Loch, holten sie Silber für Deutschland.
Am 22. August 2023 verkündete Benecken, gemeinsam mit Doppelpartner Eggert, seinen Rückzug vom aktiven Leistungssport.

## Erfolge

### Gesamtweltcup
| Saison  | Platz | Punkte |
| ------- | ----- | ------ |
| 2010/11 | 04.   | 0516   |
| 2011/12 | 03.   | 0630   |
| 2012/13 | 02.   | 0628   |
| 2013/14 | 02.   | 0630   |
| 2014/15 | 01.   | 1071   |
| 2015/16 | 02.   | 0962   |
| 2016/17 | 01.   | 1140   |
| 2017/18 | 01.   | 1170   |
| 2018/19 | 01.   | 1050   |
| 2019/20 | 01.   | 0872   |
| 2020/21 | 03.   | 0830   |
| 2021/22 | 01.   | 0907   |
| 2022/23 | 02.   | 0955   |

### Weltcupsiege
| Nr. | Datum         | Ort                     | Bahn                                              |
| --- | ------------- | ----------------------- | ------------------------------------------------- |
| 01. | 14. Jan. 2012 | Oberhof                 | Rennrodelbahn Oberhof                             |
| 02. | 12. Jan. 2013 | Oberhof                 | Rennrodelbahn Oberhof                             |
| 03. | 24. Nov. 2013 | Innsbruck-Igls          | Olympia Eiskanal Igls                             |
| 04. | 11. Jan. 2014 | Oberhof                 | Rennrodelbahn Oberhof                             |
| 05. | 29. Nov. 2014 | Innsbruck-Igls          | Kunsteisbahn Bob-Rodel Igls                       |
| 06. | 30. Nov. 2014 | Innsbruck-Igls (Sprint) | Kunsteisbahn Bob-Rodel Igls                       |
| 07. | 5. Dez. 2014  | Lake Placid             | Olympia-Bobbahn Lake Placid                       |
| 08. | 12. Dez. 2014 | Calgary                 | Bob- und Rennschlittenbahn im Canada Olympic Park |
| 09. | 24. Jan. 2015 | Winterberg              | Bobbahn Winterberg                                |
| 10. | 22. Feb. 2015 | Altenberg (Sprint)      | Rennschlitten- und Bobbahn Altenberg              |
| 11. | 28. Nov. 2015 | Innsbruck-Igls          | Kunsteisbahn Bob-Rodel Igls                       |
| 12. | 4. Dez. 2015  | Lake Placid             | Olympia-Bobbahn Lake Placid                       |
| 13. | 18. Dez. 2015 | Calgary                 | Bob- und Rennschlittenbahn im Canada Olympic Park |
| 14. | 13. Feb. 2016 | Altenberg               | Rennschlitten- und Bobbahn Altenberg              |
| 15. | 21. Feb. 2016 | Winterberg              | Bobbahn Winterberg                                |
| 16. | 26. Nov. 2016 | Winterberg              | Bobbahn Winterberg                                |
| 17. | 27. Nov. 2016 | Winterberg (Sprint)     | Bobbahn Winterberg                                |
| 18. | 2. Dez. 2016  | Lake Placid             | Olympia-Bobbahn Lake Placid                       |
| 19. | 10. Dez. 2016 | Whistler                | Whistler Sliding Centre                           |
| 20. | 17. Dez. 2016 | Park City (Sprint)      | Bobbahn Park City                                 |
| 21. | 14. Jan. 2017 | Sigulda                 | Rennrodel- und Bobbahn Sigulda                    |
| 22. | 15. Jan. 2017 | Sigulda (Sprint)        | Rennrodel- und Bobbahn Sigulda                    |
| 23. | 18. Feb. 2017 | Pyeongchang             | Olympic Sliding Centre                            |
| 24. | 25. Feb. 2017 | Altenberg               | Rennschlitten- und Bobbahn Altenberg              |
| 25. | 18. Nov. 2017 | Innsbruck-Igls          | Kunsteisbahn Bob-Rodel Igls                       |
| 26. | 25. Nov. 2017 | Winterberg              | Bobbahn Winterberg                                |
| 27. | 2. Dez. 2017  | Altenberg               | Rennschlitten- und Bobbahn Altenberg              |
| 28. | 8. Dez. 2017  | Calgary                 | Bob- und Rennschlittenbahn im Canada Olympic Park |
| 29. | 15. Dez. 2017 | Lake Placid             | Olympia-Bobbahn Lake Placid                       |
| 30. | 16. Dez. 2017 | Lake Placid (Sprint)    | Olympia-Bobbahn Lake Placid                       |
| 31. | 13. Jan. 2018 | Oberhof                 | Rennrodelbahn Oberhof                             |
| 32. | 20. Jan. 2018 | Lillehammer             | Bob- und Rennschlittenbahn Hunderfossen           |
| 33. | 27. Jan. 2018 | Sigulda                 | Rennrodel- und Bobbahn Sigulda                    |
| 34. | 28. Jan. 2018 | Sigulda (Sprint)        | Rennrodel- und Bobbahn Sigulda                    |
| 35. | 30. Nov. 2018 | Whistler                | Whistler Sliding Centre                           |
| 36. | 15. Dez. 2018 | Lake Placid             | Olympia-Bobbahn Lake Placid                       |
| 37. | 16. Dez. 2018 | Lake Placid (Sprint)    | Olympia-Bobbahn Lake Placid                       |
| 38. | 5. Jan. 2019  | Königssee               | Kombinierte Kunsteisbahn am Königssee             |
| 39. | 13. Jan. 2019 | Sigulda                 | Rennrodel- und Bobbahn Sigulda                    |
| 40. | 23. Nov. 2019 | Innsbruck-Igls          | Kunsteisbahn Bob-Rodel Igls                       |
| 41. | 14. Dez. 2019 | Whistler                | Whistler Sliding Centre                           |
| 42. | 14. Dez. 2019 | Whistler (Sprint)       | Whistler Sliding Centre                           |
| 43. | 29. Feb. 2020 | Königssee               | Kunsteisbahn Königssee                            |
| 44. | 12. Dez. 2020 | Oberhof                 | Rennrodelbahn Oberhof                             |
| 45. | 20. Dez. 2020 | Winterberg (Sprint)     | Bobbahn Winterberg                                |
| 46. | 2. Jan. 2021  | Königssee               | Kunsteisbahn Königssee                            |
| 47. | 20. Nov. 2021 | Yanqing                 | Yanqing National Sliding Center                   |
| 48. | 19. Dez. 2021 | Innsbruck-Igls (Sprint) | Kunsteisbahn Bob-Rodel Igls                       |
| 49. | 8. Jan. 2022  | Sigulda                 | Rennrodel- und Bobbahn Sigulda                    |
| 50. | 15. Jan. 2022 | Oberhof                 | Rennrodelbahn Oberhof                             |
| 51. | 22. Jan. 2022 | St. Moritz              | Olympia Bob Run St. Moritz–Celerina               |
| 52. | 10. Dez. 2022 | Whistler                | Whistler Sliding Centre                           |
| 53. | 16. Dez. 2022 | Park City               | Bobbahn Park City                                 |
| 54. | 4. Feb. 2023  | Altenberg               | DKB-Eiskanal                                      |

| Nr. | Datum         | Ort            | Bahn                                              |
| --- | ------------- | -------------- | ------------------------------------------------- |
| 01. | 15. Jan. 2012 | Oberhof        | Rennrodelbahn Oberhof                             |
| 02. | 24. Nov. 2013 | Innsbruck-Igls | Kunsteisbahn Bob-Rodel Igls                       |
| 03. | 6. Dez. 2014  | Lake Placid    | Olympia-Bobbahn Lake Placid                       |
| 04. | 25. Jan. 2015 | Winterberg     | Bobbahn Winterberg                                |
| 05. | 29. Nov. 2015 | Innsbruck-Igls | Kunsteisbahn Bob-Rodel Igls                       |
| 06. | 14. Feb. 2016 | Altenberg      | Rennschlitten- und Bobbahn Altenberg              |
| 07. | 19. Feb. 2017 | Pyeongchang    | Olympic Sliding Centre                            |
| 08. | 26. Feb. 2017 | Altenberg      | Rennschlitten- und Bobbahn Altenberg              |
| 09. | 19. Nov. 2017 | Innsbruck-Igls | Kunsteisbahn Bob-Rodel Igls                       |
| 10. | 3. Dez. 2017  | Altenberg      | Rennschlitten- und Bobbahn Altenberg              |
| 11. | 9. Dez. 2017  | Calgary        | Bob- und Rennschlittenbahn im Canada Olympic Park |
| 12. | 14. Jan. 2018 | Oberhof        | Rennrodelbahn Oberhof                             |
| 13. | 6. Jan. 2019  | Königssee      | Kunsteisbahn Königssee                            |
| 14. | 1. März 2020  | Königssee      | Kunsteisbahn Königssee                            |
| 15. | 29. Nov. 2020 | Innsbruck-Igls | Kunsteisbahn Bob-Rodel Igls                       |
| 16. | 13. Dez. 2020 | Oberhof        | Rennrodelbahn Oberhof                             |
| 17. | 12. Dez. 2021 | Altenberg      | Rennschlitten- und Bobbahn Altenberg              |
| 18. | 16. Jan. 2022 | Oberhof        | Rennrodelbahn Oberhof                             |
| 19. | 10. Dez. 2022 | Whistler       | Whistler Sliding Centre                           |

## Auszeichnungen
- 2017, 2021, 2022, 2023: Thüringens Sportler des Jahres (Mannschaft)
- 2018, 2022: Silbernes Lorbeerblatt[3]

## Musik
Bereits mit vier Jahren lernte Benecken im Kindergarten Blockflöte. Er brachte sich mit 13 Jahren selbst das Gitarrespielen bei und gründete die Band „Unkreativ“.

### Plexic
In den darauffolgenden Jahren sammelte er gemeinsam mit Freunden erste Erfahrungen auf Bühnen mit Aufführungen von eigener deutschsprachiger Musik unter dem Namen „Plexic“. Im Frühjahr 2007 bekam er die Möglichkeit, in einem Studio Demoaufnahmen zu machen, die dann als 5-Titel-Album veröffentlicht wurden. Im Sommer 2007 nahm er mit seiner damaligen Band an einem Thüringer Bandcontest teil, bei dem sie viertbeste Schülerband Thüringens wurden.

### Adrenalin
Benecken bewarb sich im Sommer 2007 mit seiner Band für den offiziellen Titelsong zu den Rennrodel-Weltmeisterschaften 2008 in Oberhof. Dafür nahm er eine bereits bestehende Melodie eines eigenen Songs, schrieb den Text mit einem Bandmitglied um und spielte ein Demotape ein. Mit diesem Tape setzten sie sich gegen fünf andere Bewerberbands durch und bekamen den Zuschlag. So wurde im Spätsommer 2007 der offizielle Titelsong Adrenalin in den X-Studios Friedrichroda aufgenommen und von Eric Jeitner produziert. Ein Musikvideo folgte. Im Februar 2008 erreichte Adrenalin in den deutschen Auflegecharts Platz 36. Dies war der Höhepunkt und zugleich das Ende des Projektes „Plexic“, da sich die Wege der Mitglieder anschließend aus beruflichen und schulischen Gründen trennten.

## Soziales Engagement
Benecken spielte mit seiner Band im Sommer 2007 auf einem Benefizkonzert, bei dem der gesamte Erlös dem Kinderhospiz Mitteldeutschland zugutekam.
Seit 2010 ist er gemeinsam mit Eggert Pate des Weißen Rings und unterstützt die Kampagne „Sportler setzen Zeichen“.
Des Weiteren unterstützt Benecken den Vorstand des Rodelteams Suhl im Bereich „Marketing“ und „Kontakt Spitzensport – Verein“. Als ausgebildeter C-Trainer und Kampfrichter wird er immer wieder bei Wettkämpfen im Kinder- und Jugendsport eingesetzt.
Im Sommer 2012 organisierte Benecken ein Benefiz-Volleyballspiel in Suhl, bei dem seine Trainingsgruppe um David Möller, Andi Langenhan, Ludwig und Co. gegen den VfB 91 Suhl für den Nachwuchs spielten.
2013 unterstützte Benecken als Schirmherr die bundesweite Veranstaltung Großer Stern des Sports sowie den Schulwettbewerb der IHK-Südthüringen „Unsere Beste Neunte“.